# Ralph Krueger
Ralph Krueger (né le 31 août 1959 à Winnipeg, dans la province du Manitoba au Canada) est un entraîneur germano-canado-suisse de hockey sur glace. Il est le père de l'international allemand Justin Krueger.

## Biographie

### Carrière d'entraîneur
Krueger a commencé sa carrière d'entraîneur comme adjoint avec l'EV Duisbourg de la deuxième ligue allemande. Il a ensuite, entre 1992 et 1998, dirigé VEU Feldkirch durant cinq championnats consécutifs. Le point culminant de son passage à Feldkirch est sans aucun doute le fait de devenir champions, en 1998, de la Ligue européenne de hockey sur glace. Après ces succès, il a repris le poste d'entraîneur-chef de l'équipe de Suisse de hockey sur glace à temps plein. Ceci après avoir partagé son temps entre Feldkirch et la Suisse durant l'année 1998. Chef-entraîneur de l'équipe de Suisse depuis 1998, son mandat a pris fin au terme du tournoi olympique de 2010 à Vancouver, après avoir dirigé l'équipe nationale suisse durant 298 matches. Il devient ensuite l'entraîneur-assistant des Oilers d'Edmonton, club évoluant en LNH. Il est, lors de la saison 2012-2013, l’entraîneurs principal des Oilers, mais il est viré après une saison, après avoir mené son équipe au douzième rang de l’association de l’Ouest.
Après 20 ans passés en Suisse, il en acquiert la nationalité en 2019. Quelques semaines plus tard, il est nommé à la tête des Sabres de Buffalo, après cinq ans à la présidence du club de football de Southampton, en Premier League anglaise.
Le 17 mars 2021, il est congédié comme entraîneur-chef des Sabres à la suite de 12 défaites d'affilée de l'équipe.

## Statistiques joueur

### En club
| Saison            | Équipe                    | Ligue             |     | Saison régulière | Saison régulière | Saison régulière | Saison régulière | Saison régulière |    | Séries éliminatoires | Séries éliminatoires | Séries éliminatoires | Séries éliminatoires | Séries éliminatoires |
| Saison            | Équipe                    | Ligue             | PJ  | B                | A                | Pts              | Pun              | PJ               | B  | A                    | Pts                  | Pun                  |                      |                      |
| 1978-1979         | Bruins de New Westminster | LHOu              | 3   | 2                | 0                | 2                | 10               | -                | -  | -                    | -                    | -                    |                      |                      |
| 1978-1979         | Wranglers de Calgary      | LHOu              | 76  | 35               | 60               | 95               | 83               | 14               | 7  | 5                    | 12                   | 4                    |                      |                      |
| 1979-1980         | Düsseldorfer EG           | Bundesliga        | 42  | 17               | 16               | 33               | 34               | -                | -  | -                    | -                    | -                    |                      |                      |
| 1980-1981         | Düsseldorfer EG           | Bundesliga        | 36  | 42               | 39               | 81               | 35               | 11               | 10 | 12                   | 22                   | 6                    |                      |                      |
| 1981-1982         | Düsseldorfer EG           | Bundesliga        | 38  | 26               | 40               | 66               | 57               | 2                | 1  | 1                    | 2                    | 0                    |                      |                      |
| 1982-1983         | Schwenninger ERC          | Bundesliga        | 36  | 20               | 20               | 40               | 50               | -                | -  | -                    | -                    | -                    |                      |                      |
| 1983-1984         | Schwenninger ERC          | Bundesliga        | 36  | 18               | 19               | 37               | 18               | -                | -  | -                    | -                    | -                    |                      |                      |
| 1984-1985         | SC Riessersee             | Bundesliga        | 35  | 16               | 13               | 29               | 28               | 18               | 25 | 14                   | 39                   | 24                   |                      |                      |
| 1984-1985         | ECD Iserlohn              | Bundesliga        | 45  | 36               | 29               | 65               | 44               | -                | -  | -                    | -                    | -                    |                      |                      |
| 1986-1987         | Düsseldorfer EG           | Bundesliga        | 44  | 26               | 24               | 50               | 50               | -                | -  | -                    | -                    | -                    |                      |                      |
| 1987-1988         | Düsseldorfer EG           | Bundesliga        | 43  | 14               | 22               | 36               | 32               | -                | -  | -                    | -                    | -                    |                      |                      |
| 1988-1989         | EV Duisbourg              | 2. Bundesliga     | 43  | 14               | 22               | 36               | 32               | -                | -  | -                    | -                    | -                    |                      |                      |
| 1989-1990         | Sportbund Rosenheim       | Bundesliga        | 11  | 0                | 0                | 0                | 0                | -                | -  | -                    | -                    | -                    |                      |                      |
| 1990-1991         | Sportbund Rosenheim       | Bundesliga        | 37  | 1                | 4                | 5                | 8                | -                | -  | -                    | -                    | -                    |                      |                      |
| Totaux Bundesliga | Totaux Bundesliga         | Totaux Bundesliga | 403 | 216              | 226              | 442              | 356              | 31               | 36 | 27                   | 63                   | 30                   |                      |                      |

### En équipe nationale
| Année | Équipe | Compétition          |   | PJ | B | A | Pts | Pun      |  | Résultat |
| 1981  | RFA    | Championnat du monde | 8 | 0  | 1 | 1 | 4   | 7e place |  |          |
| 1986  | RFA    | Championnat du monde | 8 | 0  | 1 | 1 | 0   | 7e place |  |          |

## Statistiques d'entraîneur

### En club
| Saison    | Équipe            | Ligue     |    | PJ | V  | D | N                           |  | Séries éliminatoires |
| 1992-1993 | VEU Feldkirch     | ÖEL       | 20 | 2  | 15 | 3 | Non qualifié                |  |                      |
| 1992-1993 | VEU Feldkirch     | Alpenliga | 30 | 16 | 10 | 4 | Non qualifié                |  |                      |
| 1993-1994 | VEU Feldkirch     | ÖEL       | 18 | 7  | 8  | 3 | Champion                    |  |                      |
| 1993-1994 | VEU Feldkirch     | Alpenliga | 28 | 17 | 8  | 3 | Non qualifié                |  |                      |
| 1994-1995 | VEU Feldkirch     | ÖEL       | 41 | 28 | 12 | 1 | Champion                    |  |                      |
| 1995-1996 | VEU Feldkirch     | ÖEL       | 37 | 31 | 3  | 3 | Champion                    |  |                      |
| 1995-1996 | VEU Feldkirch     | Alpenliga | 10 | 8  | 2  | 0 | Champion                    |  |                      |
| 1996-1997 | VEU Feldkirch     | ÖEL       | 11 | 8  | 3  | 0 | Champion                    |  |                      |
| 1996-1997 | VEU Feldkirch     | Alpenliga | 45 | 36 | 6  | 3 | Champion                    |  |                      |
| 1997-1998 | VEU Feldkirch     | ÖEL       | 28 | 18 | 7  | 3 | Champion                    |  |                      |
| 1997-1998 | VEU Feldkirch     | Alpenliga | 21 | 14 | 3  | 4 | Champion                    |  |                      |
| 1997-1998 | VEU Feldkirch     | EHL       | 10 | 8  | 1  | 1 | Champion                    |  |                      |
| 2012-2013 | Oilers d'Edmonton | LNH       | 48 | 19 | 22 | - | Non qualifié                |  |                      |
| 2019-2020 | Sabres de Buffalo | LNH       | 69 | 30 | 31 | - | Non qualifié                |  |                      |
| 2020-2021 | Sabres de Buffalo | LNH       | 28 | 6  | 18 | - | Congédié en cours de saison |  |                      |

### En équipe nationale
| Année | Équipe | Compétition          |   | PJ | V | D | N         |  | Résultat |
| 1998  | Suisse | Championnat du monde | 8 | 2  | 5 | 1 | 4e place  |  |          |
| 1999  | Suisse | Championnat du monde | 6 | 2  | 4 | 0 | 8e place  |  |          |
| 2000  | Suisse | Championnat du monde | 7 | 2  | 3 | 2 | 5e place  |  |          |
| 2001  | Suisse | Championnat du monde | 6 | 2  | 4 | 0 | 9e place  |  |          |
| 2002  | Suisse | Jeux olympiques      | 5 | 2  | 1 | 1 | 11e place |  |          |
| 2002  | Suisse | Championnat du monde | 6 | 2  | 4 | 0 | 10e place |  |          |
| 2003  | Suisse | Championnat du monde | 7 | 3  | 4 | 0 | 8e place  |  |          |
| 2004  | Suisse | Championnat du monde | 7 | 2  | 3 | 2 | 8e place  |  |          |
| 2005  | Suisse | Championnat du monde | 7 | 3  | 3 | 1 | 8e place  |  |          |
| 2006  | Suisse | Jeux olympiques      | 6 | 2  | 2 | 2 | 6e place  |  |          |
| 2006  | Suisse | Championnat du monde | 6 | 2  | 2 | 2 | 9e place  |  |          |
| 2007  | Suisse | Championnat du monde | 7 | 3  | 4 | - | 8e place  |  |          |
| 2008  | Suisse | Championnat du monde | 7 | 4  | 3 | - | 7e place  |  |          |
| 2009  | Suisse | Championnat du monde | 6 | 2  | 4 | - | 9e place  |  |          |
| 2010  | Suisse | Jeux olympiques      | 5 | 2  | 3 | - | 8e place  |  |          |

## Football
Le 12 mars 2014, il devient le président du Southampton Football Club.